# Primarias del Partido Republicano de 2012 en Carolina del Sur
Las Primarias del Partido Republicano de 2012 en Carolina del Sur se celebraron el 21 de enero de 2012. En esta elección primaria había 25 delegados en juego para elegir al candidato del partido Republicano para las elecciones presidenciales de Estados Unidos de 2012. El ganador fue el congresista de Virginia Newt Gingrich, el cual obtuvo 23 delegados, por dos de Mitt Romney.
Historicamete, este estado ha sido más importante para los republicanos desde 1980, en la cual el ganador de este estado ha ganado las elecciones para la nominación. Las primarias de Carolina del Sur marcaron, el inicio de las primeras primarias en ser celebradas en el Sur de los Estados Unidos para ambos partidos. Justo después de cerrar las urnas, Newt Gingrich fue declarado ganador de la contienda.

## Elecciones

### Resultados
Resultados con el 100% (2136 de 2136) de los precintos reportados.
| Primarias Republicanas de Carolina del Sur de 2012 | Primarias Republicanas de Carolina del Sur de 2012 | Primarias Republicanas de Carolina del Sur de 2012 | Primarias Republicanas de Carolina del Sur de 2012 | Primarias Republicanas de Carolina del Sur de 2012 | Primarias Republicanas de Carolina del Sur de 2012 |
| Candidato                                          | Votos                                              | Porcentaje                                         | Delegados                                          | Delegados                                          | Delegados                                          |
| Candidato                                          | Votos                                              | Porcentaje                                         | CNN                                                | FOX                                                | AP                                                 |
| -------------------------------------------------- | -------------------------------------------------- | -------------------------------------------------- | -------------------------------------------------- | -------------------------------------------------- | -------------------------------------------------- |
| Newt Gingrich                                      | 243,153                                            | 40.4%                                              | 23                                                 | 23                                                 | 23                                                 |
| Mitt Romney                                        | 167,279                                            | 27.8%                                              | 2                                                  | 2                                                  | 2                                                  |
| Rick Santorum                                      | 102,055                                            | 16.97%                                             | 0                                                  | 0                                                  | 0                                                  |
| Ron Paul                                           | 77,993                                             | 12.98%                                             | 0                                                  | 0                                                  | 0                                                  |
| Herman Cain (retirado)                             | 6,324                                              | 1.05%                                              | 0                                                  | 0                                                  | 0                                                  |
| Rick Perry (retirado)                              | 2,494                                              | <1%                                                | 0                                                  | 0                                                  | 0                                                  |
| Jon Huntsman (retirado)                            | 1,161                                              | <1%                                                | 0                                                  | 0                                                  | 0                                                  |
| Michele Bachmann (retirada)                        | 494                                                | <1%                                                | 0                                                  | 0                                                  | 0                                                  |
| Gary Johnson (retirado)                            | 213                                                | <1%                                                | 0                                                  | 0                                                  | 0                                                  |
| Delegados no proyectados:                          | Delegados no proyectados:                          | Delegados no proyectados:                          | 0                                                  | 0                                                  | 0                                                  |
| Total:                                             | 601,166                                            | 100.0%                                             | 25                                                 | 25                                                 | 25                                                 |